# Box of Moonlight
Box of Moonlight (englisch für ‚Schachtel voll Mondlicht‘, Fernsehtitel Der Mond in meiner Hand) ist ein US-amerikanisches Filmdrama aus dem Jahr 1996. Regie führte Tom DiCillo, der auch das Drehbuch schrieb.

## Handlung
Der Ingenieur Al Fountain gilt unter seinen Kollegen als streng; er wird unter anderem als ein Roboter bezeichnet. Er ist frustriert. Fountain kehrt nach einer Dienstreise nicht auf dem direkten Weg zu seiner Familie zurück, sondern besucht eine Gegend, die er aus seiner Kindheit kennt. Fountain verliert auf der Reise die Schlüssel zu seinem Mietauto. Es soll einige Zeit dauern, bis das Leihwagenunternehmen die Ersatzschlüssel zuschickt. In dieser Zeit freundet sich Fountain mit dem im Ort lebenden Buck an.
Die Männer gehen auf die Jagd, dabei entdecken sie ein leerstehendes Fabrikgebäude. Buck zerschießt eine Fensterscheibe, woraufhin Fountain ihn erinnert, dass die Scheibe 800 US-Dollar koste. Mit den Worten jetzt sind es 1.600 Dollar schießt Buck auf eine weitere Scheibe. Die Männer schießen zum Spaß auf einige Gegenstände.
Fountain und Buck lernen die Schwestern Floatie und Purlene Dupre kennen, mit denen sie am Lagerfeuer tanzen. Jeder der Männer verbringt die darauffolgende Nacht mit einer der Schwestern. Am nächsten Tag kommen die Ersatzschlüssel an. Die Freunde verabschieden zuerst die Schwestern, dann schenkt Buck seinem Freund zum Abschied einen blau ausgelegten Kasten.
Fountain kehrt heim und überreicht seiner Frau den Kasten. Sie findet darin ein Versteck mit den vermeintlich verloren gegangenen Autoschlüsseln.

## Rezeption
Box of Moonlight erhielt ein eher gutes Presseecho. So erfasst der US-amerikanische Aggregator Rotten Tomatoes mehrheitlich wohlwollende Besprechungen und ordnet den Film dementsprechend als „Frisch“ ein.
James Berardinelli schrieb auf ReelViews, die Wendungen der Geschichte könnten nicht verdecken, dass der Film nicht mehr als ein Film über Midlife Crisis und Freundschaft sei. Es gebe einige „bezaubernde“ Szenen, die jedoch kein „magisches Ganzes“ ergäben. Das Hauptproblem sei, dass die Regie keine eindeutige Richtung verfolge. Die Charaktere der im letzten Drittel auftauchenden Schwestern seien ungenügend entwickelt. Berardinelli lobte die „ausgezeichnete“ Darstellung von John Turturro, die die Fallen der Überzeichnung vermeide. Das Spiel von Sam Rockwell sei „solide“, jedoch ohne die „Meisterhaftigkeit“ seines Filmpartners.
Roger Ebert lobte in der Chicago Sun-Times vom 8. August 1997 die Darstellung von Turturro, der zuerst eine traurige Gestalt und dann einen verwandelten Menschen spiele. Die Handlung sei nicht besonders umfangreich.
Edward Guthmann schrieb in der San Francisco Chronicle vom 8. August 1997, der Film sei eine „skurrile Erzählung“. Es sei zum Anfang keine klare Tonart oder Richtung feststellbar, später würden die Vorzüge des Films offensichtlicher. Guthmann lobte die Darstellungen von Turturro und Rockwell. Die Szenen mit Catherine Keener und Lisa Blount würden wie improvisiert wirken.
John Turturro wurde im Jahr 1998 für den Independent Spirit Award nominiert.

## Entstehung und Veröffentlichung
Der Regisseur plante ursprünglich das Drehen dieses Films noch vor Living in Oblivion aus dem Jahr 1995. Aufgrund der Probleme mit der Finanzierung zog er das andere Filmprojekt vor.
Der Film wurde in New York und in Knoxville (Tennessee) gedreht. Er hatte seine Weltpremiere am 29. August 1996 auf den Internationalen Filmfestspielen von Venedig. Am 11. September 1996 wurde er auf dem Toronto International Film Festival vorgeführt. Der Film spielte in den Kinos der USA ca. 721 Tsd. US-Dollar ein. In Frankreich zählte man ca. 30,6 Tsd. Kinobesucher.

## Belege und weiterführende Informationen
1. 1 2  Box of Moonlight. In: Rotten Tomatoes. Fandango, abgerufen am 27. Dezember 2024 (englisch, aggregiert aus 18 Kritiken).
2. ↑  Mark Deming: Box of Moonlight (Memento vom 22. März 2022 im Internet Archive) bei AllMovie (englisch)
3. 1 2  Filmkritik von James Berardinelli, abgerufen am 2. September 2007. „superb“
4. 1 2  Filmkritik von Roger Ebert, abgerufen am 2. September 2007
5. 1 2  Edward Guthmann: Filmkritik. Archiviert vom Original am 25. August 2005; abgerufen am 2. September 2007: „whimsical fable […] with no apparent tone or direction“
6. ↑  Filming locations für Box of Moon Light, abgerufen am 2. September 2007
7. ↑  Premierendaten für Box of Moon Light, abgerufen am 2. September 2007
8. ↑  Box office / business für Box of Moon Light, abgerufen am 2. September 2007

- Weitere Filmlinks:
- IMDb: Link |
- OFDb: Link |
- Filmdienst: Link |
- AFI: Link |
- Box Office Mojo: Link |
- Cinema: Link |
- Schnittberichte: Link |
- Synchronkartei: Link |
- TMDb: Link |
- Letterboxd: Link |
- Moviepilot: Link |
- bearbeiten